# Trichocera implicata
Trichocera implicata är en tvåvingeart som beskrevs av Dahl 1976. Trichocera implicata ingår i släktet Trichocera och familjen vintermyggor. Inga underarter finns listade i Catalogue of Life.